# Muru Astráin
Muru Astráin (en euskera: Muru Asterain) −oficialmente: Muru-Astráin− es un concejo y localidad española del municipio de Cendea de Cizur, en la Comunidad Foral de Navarra. Está situada en la Merindad de Pamplona, en la Cuenca de Pamplona y a 11 km de la capital de la comunidad, Pamplona. Su población en 2014  fue de 67 habitantes (INE).

## Toponimia
Originalmente era llamado Muru, nombre común a una decena de localidades navarras, la mayoría ya despobladas. Tiene su origen en el latín murus (muro, fortificación). Se aplicaba a lugares con carácter defensivo, habitualmente situados en cerros estratégicos, como es el caso presente.
Para diferenciar los distintos lugares homónimos, los de menor importancia variaron su nombre (Murillo de Longuida, Murillo de Yerri, Murillo el Cuende, Murillo el Fruto, etc.); otros añadieron una referencia geográfica, como Muru cabe Artederreta o Muru prope Oyersa. Esta última forma es la primera forma compuesta registrada para este lugar, datante del siglo XII. De dicha época son también las formas Muru cabo Oyerça, Muru prope Azterayn y Muru cabo Azterayn. Ambas preposiciones navarras indican proximidad, en este caso con el actualmente despoblado Oiartza (situado en las faldas del monte San Jorge, en dirección a Undiano) y con el vecino Astrain.
En euskera, donde no existen preposiciones, simplemente se juntaponían ambos términos (Muru Asterain, Muru Artederreta), siendo esta la forma que predominaría en siguiente. Con la desaparición de Oiartza, cayeron en desuso igualmente las formas compuestas con este topónimo, quedando únicamente las compuestas con Astrain. A diferencia de otros Muru, sin embargo, la forma predominante en ambos idiomas hasta el siglo XX fue simplemente Muru, a la que se le añadía el complemento Astrain en casos de necesaria precisión o posible confusión.
Desde el siglo XX es oficial la forma Muru-Astráin, con guion, y únicamente en castellano, pese a que se encuentre en la zona mixta y por tanto le corresponda un topónimo bilingüe castellano-euskera. En ocasiones puede aparecer escrito como Muruastráin.

## Geografía
Está situada en el corazón geográfico de la Cendea que a su vez se encuentra en la parte central de la Comunidad Foral de Navarra. Su término concejil tiene una superficie de 2,33 km y limita al norte con  de Sagüés, al este con Guenduláin, al sur con Astráin y al oeste con Larraya.
Comunicaciones
| Eskualdeko Hiri Garraioa/Transporte Urbano Comarcal |   |
| Taxi Iruñerria                                      |   |
| Zona                                                | B |
| Estaciones                                          |   |

## Historia
Muru Astráin ha tenido gran importancia en la historia de la Cendea de Cizur ya que durante siglos fue sede y lugar donde se reunían los batzarres (asambleas vecinales) de toda la cendea, estos se congregaban en la ermita de Done Anso, antigua parroquia del despoblado de Nuin, habitado hasta 1960. 
En la localidad han existido numerosas ermitas: Santa Eulalia, San Zoilo donde en el año 700 a. C., se instaló uno de los primeros grupos de población que vivieron en la Edad de Hierro, y la mencionada de Done Anso. En el siglo XVI sus habitantes pagaban pechas -un impuesto de la época consistente en el abono de una parte de la producción agrícola que los pecheros y labradores navarros pagaban a un señor o a la iglesia al monasterio de Iranzu, con quien tuvieron no pocos pleitos.

## Demografía
| Gráfica de evolución demográfica de Muru Astráin entre 2000 y 2010 |
|                                                                    |
| Datos según el nomenclátor publicado por el INE                    |

## Cultura

### Patrimonio

#### Monumentos religiosos
- Iglesia parroquial de San Esteban: Es un edificio de estilo gótico, formado por una sola nave con ábside poligonal, ventanal de tracería y torre a los pies. Cuenta con una portada decorada con motivos figurados en los capiteles.

De su interior destaca el retablo del siglo XVII el cual al ser retirado aparecieron fragmentos de otro retablo mayor renacentista fechado en 1562 que fue obra del tallador Pedro de Aizpún y Andrés de Las Heras. Además también se encuentra un crucifijo de tamaño natural del siglo XVI y una talla de la gótica de la virgen procedente de la ermita de Nuestra Señora de Doniansu.

#### Monumentos civiles
En la localidad existen varias casas señoriales blasonadas del siglo XVIII.

### Fiestas y eventos
- Fiestas patronales: Se celebran el primer fin de semana de agosto.